# Elezioni parlamentari in Giappone del 1955
Le elezioni parlamentari in Giappone del 1955 si tennero il 27 febbraio per il rinnovo della Camera dei rappresentanti. In seguito all'esito elettorale, Ichirō Hatoyama, esponente del Partito Democratico, fu confermato Primo ministro; si susseguirono poi Tanzan Ishibashi e Nobusuke Kishi, entrambi espressione del Partito Liberal Democratico (fondato nel 1955).

## Risultati
| Liste                                | Voti       | %     | Seggi |
| ------------------------------------ | ---------- | ----- | ----- |
| Partito Democratico                  | 13 536 044 | 36,57 | 185   |
| Partito Liberale                     | 9 849 458  | 26,61 | 112   |
| Partito della Sinistra Socialista    | 5 683 312  | 15,35 | 89    |
| Partito della Destra Socialista      | 5 129 594  | 13,86 | 67    |
| Partito Comunista Giapponese         | 733 121    | 1,98  | 2     |
| Partito degli Operai e dei Contadini | 357 611    | 0,97  | 4     |
| Altri                                | 496 614    | 1,34  | 2     |
| Indipendenti                         | 1 229 082  | 3,32  | 6     |
| Totale                               | 37 014 836 | 100   | 467   |